# إعصار متوسط الشمول
الإعصار متوسط الشمول (ملاحظة 1) هو نوع من أنواع الدوامات الهوائية داخل عاصفة حمل حراري في الغلاف الجوي. يكون مدى هذه الأعاصير متوسط الشمول، ويمتد تأثيرها من عدة كيلومترات إلى عدة مئات من الكيلومترات.

## التشكل
تتشكل الأعاصير متوسطة الشمول يتأثير ريح القص، حيث ترفع إلى الأعمل في منطقة الحمل الحراري مسببة حركة دورانية ومغيرة بذلك محور الحركة الدورانية من المستوي الأفقي إلى الشاقولي.
- ريح القص (أحمر) تسبب دوران الهواء (أخضر)
- يجعل الهواء الصاعد إلى الأعلى (أزرق) محور الحركة الدورانية شاقولياً
- يبدأ الهواء الصاعد إلى الأعلى بالدوران أيضاً.

## هوامش
- ملاحظة 1 يقابله في اللغة الإنجليزية Mesocyclone